# Ikaros Chalkidas
A.E. Ikaros Chalkidas (griechisch Α.Ε. Ίκαρος Χαλκίδας) ist eine griechische Basketballmannschaft, welche in Chalkida beheimatet ist.

## Geschichte
Ikaros Esperos wurde im Sommer 2009 gegründet, nachdem die beiden Athener Vereine Ikaros Kallitheas und Esperos fusionierten. Esperos wurde 1945 gegründet und war als Gründungsmitglied des griechischen Basketballverbandes EOK einer der geschichtsträchtigsten Vereine Griechenlands. Bereits in der ersten Saison nach der Fusion schaffte es der Verein als Sieger der zweiten Liga in die A1 Ethniki aufzusteigen.
Die Saison 2012/2013 schloss Ikaros mit dem siebten Platz nach der regulären Saison ab und qualifizierte sich somit erstmals in der Vereinsgeschichte für die Play-offs.
Am 18. Juli 2013 gab der Verein bekannt zur Saison 2013/2014 nach Chalkida umzuziehen. Am Ende der Saison belegte der Verein den letzten Tabellenplatz und stieg in die A2 Ethniki ab.

## Bedeutende oder bekannte ehemalige Spieler

Logo bis 2013

- Liveris Andritsos
- Julian Sensley
- Roy Tarpley